# Coordenadas plückerianas
Las coordenadas plückerianas son un sistema de referencia que permite operar con los puntos del infinito como con cualquier otro punto del espacio euclídeo, siendo una poderosa herramienta de análisis de la geometría proyectiva. Para ello, añade a las coordenadas cartesianas de cada punto una coordenada paramétrica adicional (cuyo valor es 0 cuando se trata de puntos del infinito). Además, este sistema permite explicar la dualidad entre puntos y rectas de la geometría proyectiva.
Debido a que satisfacen una restricción cuadrática, establecen una función biyectiva entre el espacio 4-dimensional de las rectas en P3 y los puntos de una cuádrica en P5 (espacio proyectivo 5-dimensional).  Las coordenadas de Plücker han demostrado ser útiles en computación gráfica, y también pueden extenderse a las coordenadas de la teoría torsorial propia de la cinemática utilizada para el control robótico.

## Origen
Fueron introducidas por el matemático alemán Julius Plücker (1801-1868) en el siglo XIX, durante un período de gran actividad en el que se vivía una intensa pugna en el campo de la geometría  proyectiva, donde los partidarios de los procedimientos analíticos (como Plücker) y las partidarios de los procedimientos sintéticos (como Jakob Steiner) polemizaban enconadamente para hacer prevalecer sus postulados. En el segundo volumen de su obra Analytisch-geometrische Entwicklungen, publicado en 1831, adoptó el sistema de utilizar tres coordenadas para definir un punto del plano, como una útil herramienta en el análisis de la geometría proyectiva. Son un antecedente y un caso especial de las coordenadas de Grassmann (que describen k-subespacios lineales dimensionales, o planos, en un espacio euclídeo n-dimensional).

## Relación con las coordenadas cartesianas
Para el caso del plano (los conceptos son extensibles a cualquier dimensión superior a dos), cada punto está determinado por tres números (x1, x2, k), tales que si k es distinto de 0, los cocientes  (X=x1/k) e (Y=x2/k) son las coordenadas cartesianas ordinarias del punto. En cambio, cuando k=0, representan un punto del infinito.
Es evidente que para cualquier coeficiente real λ≠0, las ternas (x1, x2, k) y (λx1, λx2, λk) representan el mismo punto del plano proyectivo. De este modo, k=0 es la ecuación de la recta del infinito, x1=0 coincide con el eje coordenado cartesiano Y, y x2=0 representa el eje X.
Si la ecuación de una recta del plano en coordenadas cartesianas es Ax+By+C=0, en coordenadas plückerianas toma la forma Ax1+Bx2,+Ck=0. Entonces, resolviendo el sistema:
{\displaystyle \left.{\begin{array}{r}Ax_{1}+Bx_{2}+Ck=0\\k=0\end{array}}\right\}}
se obtiene el punto (B, -A, 0), punto de intersección con la recta del infinito.

## Intuición geométrica

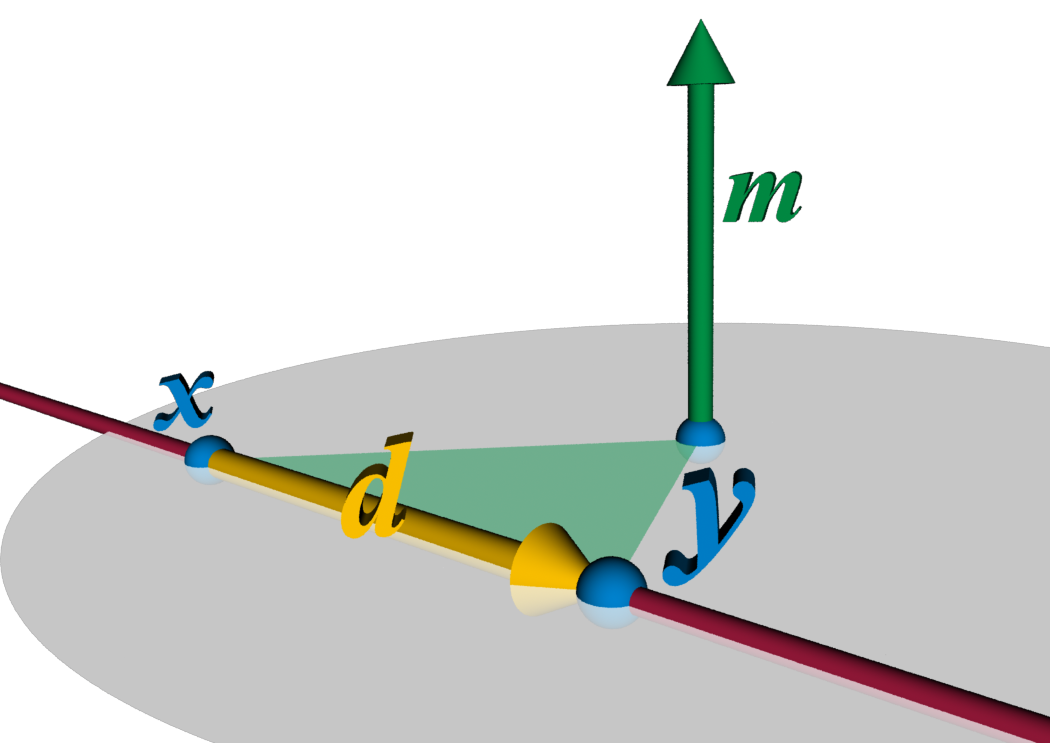
Desplazamiento d y momento m de dos puntos sobre una recta respecto al origen de coordenadas

Una línea recta L en el espacio euclídeo tridimensional está determinada por dos puntos de los que contiene distintos entre sí, o también por dos planos distintos que la contienen. Considérese el primer caso, con los puntos x = (x1, x2, x3) e y = (y1, y2, y3). El desplazamiento del vector de x a y es distinto de cero porque los puntos son distintos y representan la dirección de la línea. Es decir, cada desplazamiento entre puntos en L es un múltiplo escalar de d = y - x. Si una partícula física de unidad de masa se moviera de x a y, tendría un momento respecto al origen. El equivalente geométrico es un vector cuya dirección es perpendicular al plano que contiene L y el origen, y cuya longitud es igual al doble del área del triángulo formado por el desplazamiento y el origen. Tratando los puntos como desplazamientos desde el origen, el momento es m = x×y, donde "×" denota el producto vectorial. Para una línea recta fija L, el área del triángulo es proporcional a la longitud del segmento entre x e y, dado que esta distancia es la base de un triángulo cuya altura (y por lo tanto, su área) permanece constante aunque la base se deslice sobre la línea paralelamente a sí misma. Por definición, el vector del momento es perpendicular a cada desplazamiento sobre la línea recta, por lo que d•m = 0, donde "•" denota el vector producto escalar.
Aunque ni d ni m por sí solos solos son suficientes para determinar L, de forma combinada lo hacen de manera unívoca, ligados a un escalar (distinto de cero) que depende de la distancia entre x e y. Es decir, las coordenadas
(d:m)= (d1:d2:d3:m1:m2:m3)
pueden considerarse las coordenadas homogéneas de L, en el sentido de que todos los pares (λd:λm), para λ ≠ 0, pueden ser producidos por los puntos en L y solamente en L, y cualquiera de estos pares siempre determina una única línea recta cuando
d no sea cero y cuando d•m  = 0. Además, este enfoque se extiende para incluir puntos, rectas y planos "del infinito", en el sentido de la geometría proyectiva.
Ejemplo. Sea x  = (2,3,7) e y  = (2,1,0). Entonces, (d: m) = (0:−2:−7:−7:14:−4).
Alternativamente, sean las ecuaciones relativas al punto x de dos planos distintos que contienen L
0 = a + a•x
0 = b + b•x.
Entonces los respectivos planos son perpendiculares a los vectores a y b, y la dirección de L debe ser perpendicular a ambos. Por lo tanto, se puede establecer
d =axb, que no es cero porque a y b no son ni cero ni paralelos (los planos son distintos y se cruzan). Si el punto x satisface las ecuaciones de los dos planos, entonces también satisface la combinación lineal
| 0 | = a (b + b•x) − b (a + a•x) |
|   | = (a b − b a)•x .           |
Es decir, m  =a b - b a
es un vector perpendicular a los desplazamientos a puntos en L desde el origen; es, de hecho, un momento consistente con la d definida previamente de a y b.
Prueba 1: es necesario demostrar que m = a b − b a = r×d = r×(a×b).
Sin pérdida de generalidad, sean a•a = b•b = 1.

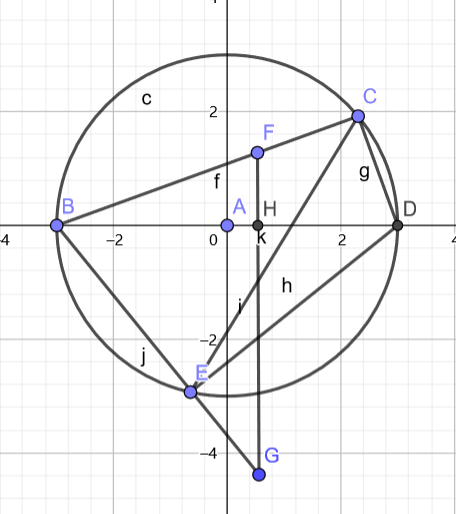
Plano ortogonal a la línea recta L y que pasa por el origen

El punto B es el origen. La línea recta L pasa por el punto D y es ortogonal al plano de la imagen. Los dos planos pasan por CD y DE y ambos son ortogonales al plano de la imagen. Los puntos C y E son los puntos más cercanos en esos planos al origen B, por lo tanto los ángulos BCD y BED son ángulos rectos y por eso los puntos B, C, D, E se encuentran en un círculo (debido a un corolario del teorema de Tales). BD es el diámetro de ese círculo.
a := BE/ ||BE||,   b := BC/ ||BC||，r := BD,    −a = ||BE|| = ||BF||，−b = ||BC|| = ||BG||,   m = ab−ba = FG,    ||d|| = ||a×b|| = sin(FBG)
El ángulo BHF es un ángulo recto de acuerdo con el siguiente argumento: sea {\displaystyle \epsilon :=\angle BEC}. Desde {\displaystyle \Delta BEC\cong \Delta BFG} (por congruencia del lado del ángulo lateral), entonces {\displaystyle \angle BFG=\epsilon }. Desde {\displaystyle \angle BEC+\angle CED=90^{\circ }}, sea {\displaystyle \epsilon ':=90^{\circ }-\epsilon =\angle CED}. Por el ángulo inscrito, {\displaystyle \angle DEC=\angle DBC}, entonces {\displaystyle \angle DBC=\epsilon '}. {\displaystyle \angle HBF+\angle BFH+\angle FHB=180^{\circ }}; {\displaystyle \epsilon '+\epsilon +\angle FHB=180^{\circ }}, {\displaystyle \epsilon +\epsilon '=90^{\circ }} y por lo tanto {\displaystyle \angle FHB=90^{\circ }}. Entonces  DHF  también debe ser un ángulo recto.
Los ángulos DCF y DHF son ángulos rectos, por lo que los cuatro puntos C, D, H, F se encuentran en un círculo y (por el teorema de las secantes)
||BF|| ||BC|| = ||BH|| ||BD||, que es ab sin(FBG) = ||BH|| ||r|| sin(FBG), 2·área del triángulo BFG = ab·sin(FBG) =  ||BH|| ||FG|| = ||BH|| ||r|| sin(FBG), 
||m|| = ||FG|| = ||r|| sin(FBG) = ||r|| ||d||, verifica la dirección y m = r×d.     ∎
Prueba 2:
Sea a · a = b · b = 1. Esto implica que
a = −||BE||,     b = −||BC||
Según la fórmula del producto mixto,
r × (a × b) = (r · b) a − (r · a) b
Entonces
| r × (a × b) | = | a \|\|r\|\| b\|\| cos(∠DBC) − b \|\|r\|\| a\|\| cos(∠DBE) |
|             | = | a \|\|r\|\| cos(∠DBC) − b \|\|r\|\| cos(∠DBE)             |
|             | = | a \|\|BC\|\| − b \|\|BE\|\|                               |
|             | = | −b a − (−a) b                                             |
|             | = | a b − b a ∎                                               |

Cuando ||r|| = 0, la línea recta L pasa por el origen con la dirección d. Si ||r|| > 0, la línea tiene la dirección d; el plano que incluye el origen y la línea recta L tiene el vector normal m; la línea es tangente a un círculo en ese plano (normal a m y perpendicular al plano de la imagen) centrado en el origen y con el radio ||r||.
Ejemplo. Sean a0 = 2, a = (−1,0,0) y b0 = −7, b = (0,7,−2). Entonces (d:m) = (0:−2:−7:−7:14:−4).
Aunque la definición algebraica habitual tiende a ocultar la relación, (d:m) son las coordenadas plückerianas de L.

## Definición algebraica

### Coordenadas primarias
En un espacio proyectivo tridimensional P3, sea L una línea recta que pasa por dos puntos distintos x e y con coordenadas homogéneas (x0:x1:x2:x3) e (y0:y1:y2:y3).
Las coordenadas de Plücker pij se definen de la siguiente manera:
| {\displaystyle p_{ij}} | {\displaystyle {}={\begin{vmatrix}x_{i}&y_{i}\\x_{j}&y_{j}\end{vmatrix}}=x_{i}y_{j}-x_{j}y_{i}.} |
Esto implica que pii = 0 y pij = −pji, reduciendo las posibilidades a solo seis (4 sobre 2) cantidades independientes. El sexteto
{\displaystyle (p_{01}:p_{02}:p_{03}:p_{23}:p_{31}:p_{12})}
se determina de manera única para L, siempre que su factor de escala sea distinto de cero. Además, no todos los seis componentes pueden ser cero. Por lo tanto, las coordenadas plückerianas de L se pueden considerar como coordenadas homogéneas de un punto en un espacio proyectivo de 5 dimensiones, como lo sugiere la notación que utiliza el carácter de los dos puntos (:).
Para apreciar estos hechos, sea M la matriz 4 × 2 con las coordenadas del punto como columnas
{\displaystyle M={\begin{bmatrix}x_{0}&y_{0}\\x_{1}&y_{1}\\x_{2}&y_{2}\\x_{3}&y_{3}\end{bmatrix}}}
La coordenada plückeriana pij es el determinante de las filas i y j de M.
Debido a que x e y son puntos distintos, las columnas de M son linealmente independientes; M tiene rango 2. Sea M′ una segunda matriz, con las columnas x′ e y′ con un par diferente de puntos distintos entre sí de L. Entonces, las columnas de M′ son combinaciones lineales de las columnas de M; así que para alguna matriz invertible de rango 2 × 2, existe un Λ tal que
{\displaystyle M'=M\Lambda }
En particular, las filas i y j de M′ y M están relacionadas por
{\displaystyle {\begin{bmatrix}x'_{i}&y'_{i}\\x'_{j}&y'_{j}\end{bmatrix}}={\begin{bmatrix}x_{i}&y_{i}\\x_{j}&y_{j}\end{bmatrix}}{\begin{bmatrix}\lambda _{00}&\lambda _{01}\\\lambda _{10}&\lambda _{11}\end{bmatrix}}}
Por lo tanto, el determinante de la matriz de 2 × 2 del lado izquierdo es igual al producto de los determinantes de las matrices de 2 × 2 del lado derecho, la última de las cuales es un escalar fijo, det Λ. Además, los seis subdeterminantes de 2×2 en M no pueden ser cero porque el rango de M es 2.

### Aplicación de Plücker
Denominando el conjunto de todas las líneas rectas (imágenes lineales de P1) en P3 por G1,3. Así, se tiene que:
{\displaystyle {\begin{aligned}\alpha \colon \mathrm {G} _{1,3}&\rightarrow \mathbf {P} ^{5}\\L&\mapsto L^{\alpha },\end{aligned}}}
donde
{\displaystyle L^{\alpha }=(p_{01}:p_{02}:p_{03}:p_{23}:p_{31}:p_{12})}

### Coordenadas duales
Alternativamente, una línea recta puede describirse como la intersección de dos planos. Sea L una línea contenida en dos planos distintos, a y b con coeficientes homogéneos (a0:a1:a2:a 3) y (b0:b1:b2:b3), respectivamente. (La ecuación del primer plano es ∑k akxk = 0, por ejemplo.) La coordenada plückeriana dual pij es
| {\displaystyle p^{ij}} | {\displaystyle {}={\begin{vmatrix}a^{i}&a^{j}\\b^{i}&b^{j}\end{vmatrix}}=a^{i}b^{j}-a^{j}b^{i}.} |
Las coordenadas duales son convenientes en algunos cálculos y son equivalentes a las coordenadas primarias:
{\displaystyle (p_{01}:p_{02}:p_{03}:p_{23}:p_{31}:p_{12})=(p^{23}:p^{31}:p^{12}:p^{01}:p^{02}:p^{03})}
Aquí, la igualdad entre los dos vectores en coordenadas homogéneas significa que los números en el lado derecho son iguales a los números en el lado izquierdo si se considera un factor de escala común {\displaystyle \lambda }. Específicamente, siendo (i, j, k, ℓ) la paridad de una permutación de (0,1,2,3); entonces
{\displaystyle p_{ij}=\lambda p^{k\ell }}

### Geometría
Para relacionar de nuevo con la intuición geométrica, considerando x0 = 0 como el plano del infinito; por lo tanto, las coordenadas de los puntos que no están en el infinito se pueden normalizar de modo que x0 = 1. Entonces M se convierte en
{\displaystyle M={\begin{bmatrix}1&1\\x_{1}&y_{1}\\x_{2}&y_{2}\\x_{3}&y_{3}\end{bmatrix}},}
y configurando x = (x1,x2,x3) e y = (y1,y2,y3), se tiene que d = (p01, p02, p03) y que m = (p23,p31,p12).
Dualmente, se tiene que d = (p23,p31,p12) y m = (p01,p02,p03).

## Biyección entre líneas rectas y cuádricas de Klein

### Ecuaciones planas
Si el punto z = (z0:z1:z2:z3) se encuentra en L, entonces las columnas de
{\displaystyle {\begin{bmatrix}x_{0}&y_{0}&z_{0}\\x_{1}&y_{1}&z_{1}\\x_{2}&y_{2}&z_{2}\\x_{3}&y_{3}&z_{3}\end{bmatrix}}}
son linealmente dependientes, por lo que el rango de esta matriz más grande sigue siendo 2. Esto implica que todas las submatrices de 3 × 3 tienen determinante cero, generando cuatro (4 sobre 3) ecuaciones de los planos, como
{\displaystyle {\begin{aligned}0&={\begin{vmatrix}x_{0}&y_{0}&z_{0}\\x_{1}&y_{1}&z_{1}\\x_{2}&y_{2}&z_{2}\end{vmatrix}}\\[5pt]&={\begin{vmatrix}x_{1}&y_{1}\\x_{2}&y_{2}\end{vmatrix}}z_{0}-{\begin{vmatrix}x_{0}&y_{0}\\x_{2}&y_{2}\end{vmatrix}}z_{1}+{\begin{vmatrix}x_{0}&y_{0}\\x_{1}&y_{1}\end{vmatrix}}z_{2}\\[5pt]&=p_{12}z_{0}-p_{02}z_{1}+p_{01}z_{2}.\\[5pt]&=p^{03}z_{0}+p^{13}z_{1}+p^{23}z_{2}.\end{aligned}}}
Los cuatro planos posibles obtenidos son los siguientes
{\displaystyle {\begin{matrix}0&=&{}+p_{12}z_{0}&{}-p_{02}z_{1}&{}+p_{01}z_{2}&\\0&=&{}-p_{31}z_{0}&{}-p_{03}z_{1}&&{}+p_{01}z_{3}\\0&=&{}+p_{23}z_{0}&&{}-p_{03}z_{2}&{}+p_{02}z_{3}\\0&=&&{}+p_{23}z_{1}&{}+p_{31}z_{2}&{}+p_{12}z_{3}\end{matrix}}}
Usando coordenadas duales, y haciendo que (a0:a1:a2:a3) sean los coeficientes de una línea recta, cada uno de estos es simplemente ai = pij, o
{\displaystyle 0=\sum _{i=0}^{3}p^{ij}z_{i},\qquad j=0,\ldots ,3.}
Cada coordenada plückeriana aparece en dos de las cuatro ecuaciones, cada vez que multiplica una variable diferente; y como al menos una de las coordenadas es distinta de cero, se nos garantizan ecuaciones no vacías para dos planos distintos que se intersecan en L. Por lo tanto, las coordenadas plückerianas de una línea recta determinan esa línea de manera única, y la aplicación α es inyectiva.

### Relación cuadrática
La imagen de α no es el conjunto completo de puntos en P5; las coordenadas plückerianas de una línea recta L satisfacen la relación cuadrática de Plücker
{\displaystyle {\begin{aligned}0&=p_{01}p^{01}+p_{02}p^{02}+p_{03}p^{03}\\&=p_{01}p_{23}+p_{02}p_{31}+p_{03}p_{12}.\end{aligned}}}
Para comprobarlo, basta escribir este polinomio homogéneo como determinantes y usar la expansión de Laplace (inversa)
{\displaystyle {\begin{aligned}0&={\begin{vmatrix}x_{0}&y_{0}\\x_{1}&y_{1}\end{vmatrix}}{\begin{vmatrix}x_{2}&y_{2}\\x_{3}&y_{3}\end{vmatrix}}+{\begin{vmatrix}x_{0}&y_{0}\\x_{2}&y_{2}\end{vmatrix}}{\begin{vmatrix}x_{3}&y_{3}\\x_{1}&y_{1}\end{vmatrix}}+{\begin{vmatrix}x_{0}&y_{0}\\x_{3}&y_{3}\end{vmatrix}}{\begin{vmatrix}x_{1}&y_{1}\\x_{2}&y_{2}\end{vmatrix}}\\[5pt]&=(x_{0}y_{1}-y_{0}x_{1}){\begin{vmatrix}x_{2}&y_{2}\\x_{3}&y_{3}\end{vmatrix}}-(x_{0}y_{2}-y_{0}x_{2}){\begin{vmatrix}x_{1}&y_{1}\\x_{3}&y_{3}\end{vmatrix}}+(x_{0}y_{3}-y_{0}x_{3}){\begin{vmatrix}x_{1}&y_{1}\\x_{2}&y_{2}\end{vmatrix}}\\[5pt]&=x_{0}\left(y_{1}{\begin{vmatrix}x_{2}&y_{2}\\x_{3}&y_{3}\end{vmatrix}}-y_{2}{\begin{vmatrix}x_{1}&y_{1}\\x_{3}&y_{3}\end{vmatrix}}+y_{3}{\begin{vmatrix}x_{1}&y_{1}\\x_{2}&y_{2}\end{vmatrix}}\right)-y_{0}\left(x_{1}{\begin{vmatrix}x_{2}&y_{2}\\x_{3}&y_{3}\end{vmatrix}}-x_{2}{\begin{vmatrix}x_{1}&y_{1}\\x_{3}&y_{3}\end{vmatrix}}+x_{3}{\begin{vmatrix}x_{1}&y_{1}\\x_{2}&y_{2}\end{vmatrix}}\right)\\[5pt]&=x_{0}{\begin{vmatrix}x_{1}&y_{1}&y_{1}\\x_{2}&y_{2}&y_{2}\\x_{3}&y_{3}&y_{3}\end{vmatrix}}-y_{0}{\begin{vmatrix}x_{1}&x_{1}&y_{1}\\x_{2}&x_{2}&y_{2}\\x_{3}&x_{3}&y_{3}\end{vmatrix}}\end{aligned}}}
Dado que ambos determinantes 3×3 tienen columnas duplicadas, el lado derecho es idénticamente cero.
También se puede comprobar sabiendo que el vector
{\displaystyle d=\left(p_{01},p_{02},p_{03}\right)}
es perpendicular al vector
{\displaystyle m=\left(p_{23},p_{31},p_{12}\right)}
(como ya se ha visto), y por lo tanto, el producto escalar de d y m debe ser cero.

### Ecuaciones de un punto
Sean (x0:x1:x2:x3) las coordenadas de un punto; cuatro puntos posibles en una línea recta tienen coordenadas xi = pij, para j = 0… 3. Algunos de estos puntos posibles pueden ser inadmisibles porque todas las coordenadas son cero, pero como al menos una coordenada plückeriana es distinta de cero, se garantizan al menos dos puntos distintos.

### Biyectividad
Si (q01:q02:q03:q23:q31:q12) son las coordenadas homogéneas de un punto en P5, sin pérdida de generalidad, se supone que q01 no es cero. Entonces, la matriz
{\displaystyle M={\begin{bmatrix}q_{01}&0\\0&q_{01}\\-q_{12}&q_{02}\\q_{31}&q_{03}\end{bmatrix}}}
tiene rango 2, por lo que sus columnas son puntos distintos que definen una línea recta L. Cuando las coordenadas en P5  qij satisfacen la relación cuadrática de Plücker, se dice que son las coordenadas plückerianas de L. Para comprobarlo, primero se normaliza q01 a 1. Luego se deduce inmediatamente que las coordenadas plückerianas calculadas desde M, pij = qij, excepto para
{\displaystyle p_{23}=-q_{03}q_{12}-q_{02}q_{31}}
Pero si qij satisface la relación de Plücker q23+q02q31+q03q12 =0, entonces p23 =q23, completando el conjunto de identidades.
En consecuencia, α es una función sobreyectiva sobre la variedad algebraica que consiste en el conjunto de ceros del polinomio cuadrático
{\displaystyle p_{01}p_{23}+p_{02}p_{31}+p_{03}p_{12}}
Y dado que α también es inyectiva, las líneas rectas en P3 están, por lo tanto, en correspondencia biyectiva con los puntos de esta cuádrica en P5, llamada la cuádrica de Plücker o cuádrica de Klein.

## Uso
Las coordenadas plückerianas permiten soluciones concisas a problemas de geometría de líneas en el espacio tridimensional, especialmente aquellos que involucran cuestiones de incidencia.

### Cruce entre dos líneas rectas
Dos líneas rectas en P3 se cruzan sin cortarse o son coplanarias, y en este último caso son coincidentes o se intersecan en un punto único. Si pij y p&primeij son las coordenadas plückerianas de dos rectas, entonces son coplanares precisamente cuando d⋅m′+m⋅d′ = 0, como se muestra en
{\displaystyle {\begin{aligned}0&=p_{01}p'_{23}+p_{02}p'_{31}+p_{03}p'_{12}+p_{23}p'_{01}+p_{31}p'_{02}+p_{12}p'_{03}\\[5pt]&={\begin{vmatrix}x_{0}&y_{0}&x'_{0}&y'_{0}\\x_{1}&y_{1}&x'_{1}&y'_{1}\\x_{2}&y_{2}&x'_{2}&y'_{2}\\x_{3}&y_{3}&x'_{3}&y'_{3}\end{vmatrix}}.\end{aligned}}}
Cuando las líneas son oblicuas entre sí, el signo del resultado indica el sentido del cruce: positivo si un helicoide a la derecha discurre de L a L′
La relación cuadrática de Plücker establece esencialmente que una línea es coplanar consigo misma.

### Intersección entre dos líneas rectas
En el caso de que dos líneas rectas sean coplanarias pero no paralelas, su plano común tiene la ecuación
0 = (m•d′)x0 + (d×d′)•x
donde x = (x1, x2, x3).
La más leve perturbación numérica complica la determinación de la existencia de un plano común, y situaciones cercanas al paralelismo de las líneas rectas causará dificultades numéricas para encontrar dicho plano incluso si existe.

### Punto común de dos líneas rectas coplanarias
Dualmente, dos líneas rectas coplanarias, ninguna de las cuales contiene el origen, tienen un punto común
(x0 : x) = (d•m′:m×m′)
Para manejar las líneas que no cumplen con esta restricción, véanse las referencias.

### Incidencia entre plano y línea recta
Dado un plano con ecuación
{\displaystyle 0=a^{0}x_{0}+a^{1}x_{1}+a^{2}x_{2}+a^{3}x_{3},}
o más concisamente 0 = a0x0+a•x; y dada una línea recga que no pertenece al plano con coordenadas plückerianas (d:m'), entonces su punto de intersección es
(x0 : x) = (a•d : a×m − a0d)
Las coordenadas del punto, (x0:x1:x2:x3), también se pueden expresar en términos de coordenadas Plücker como
{\displaystyle x_{i}=\sum _{j\neq i}a^{j}p_{ij},\qquad i=0\ldots 3.}

### Pertenencia de un punto a una línea recta
Dualmente, dado un punto (y0:y) y una línea recta que no lo contiene, su plano común tiene la ecuación
0 = (y•m) x0 + (y×d−y0m)•x
Las coordenadas del plano, (a0:a1:a2:a3), también se pueden expresar en términos de coordenadas Plücker duales como
{\displaystyle a^{i}=\sum _{j\neq i}y_{j}p^{ij},\qquad i=0\ldots 3}

### Familias de líneas rectas
Debido a que la cuádrica de Klein pertenece a P5, contiene subespacios lineales de dimensiones uno y dos (pero no más altas), que se corresponden con las familias de uno y dos parámetros de líneas rectas en P3.
Por ejemplo, sean L y L′ dos líneas rectas distintas en P3, determinadas por los puntos x, y y x′, y′, respectivamente. Las combinaciones lineales de sus puntos determinantes dan combinaciones lineales de sus coordenadas plückerianas, generando una familia uniparamétrica de líneas rectas que contiene L y L′. Esto corresponde a un subespacio lineal unidimensional que pertenece a la cuádrica de Klein.

#### Líneas rectas en un plano
Si tres líneas rectas distintas y no paralelas son coplanares, entonces sus combinaciones lineales generan una familia de dos parámetros de líneas recras, todas pertenecientes al mismo plano, que se corresponde con un subespacio lineal bidimensional que pertenece a la cuádrica de Klein.

#### Líneas rectas a través de un punto
Si tres líneas rectas distintas y no coplanarias se intersecan en un punto, sus combinaciones lineales generan una familia de dos parámetros de líneas rectas que pasan a través del punto. Esta familia también se corresponde con un subespacio lineal bidimensional que pertenece a la cuádrica de Klein.

#### Superficie reglada
Un superficie reglada es una familia de líneas rectas que no es necesariamente lineal. Corresponde a una curva en la cuádrica de Klein. Por ejemplo, un hiperboloide es una superficie cuadrática en P3 definida por dos familias diferentes de líneas rectas (de forma que una línea recta de cada familia pasa a través de cada punto de la superficie); cada familia corresponde en el sistema de coordenadas plückeriano a una sección cónica dentro de la cuádrica de Klein en P5.

### Geometría de línea recta
Durante el siglo XIX se estudió intensivamente la «geometría de líneas». En términos de la biyección vista anteriormente, se trata de una descripción de la geometría intrínseca de la cuádrica de Klein.

#### Trazado de rayos
La geometría de líneas rectas se usa ampliamente en la aplicación del trazado de rayos, donde la geometría y las intersecciones de los rayos deben calcularse en 3D.